# Trouille (rivière)
Pour les articles homonymes, voir Trouille.
La Trouille est une rivière de Belgique et de France, affluent de la Haine et donc sous-affluent de l'Escaut. Elle prend sa source en Belgique.

## Parcours

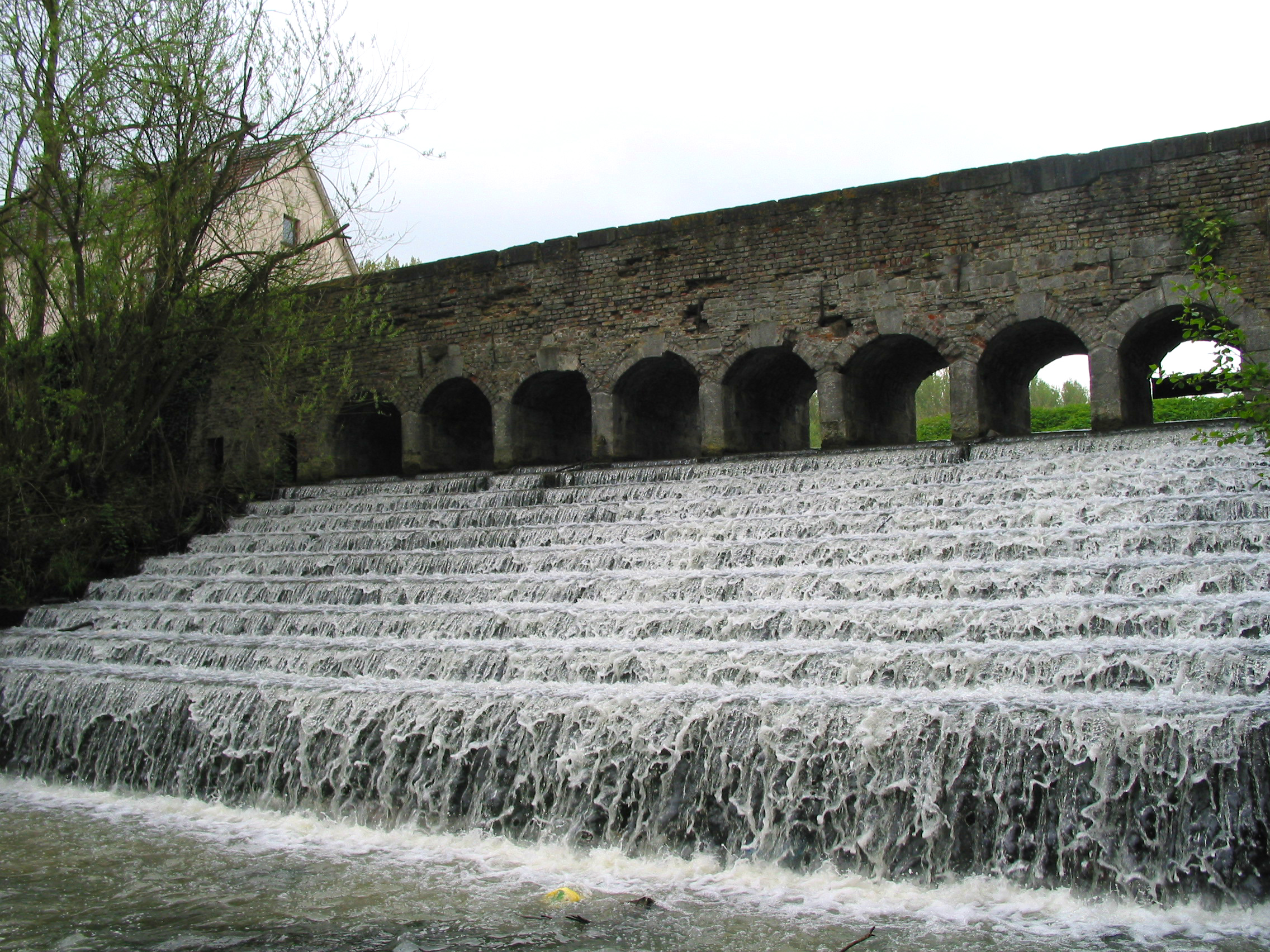
Le vieux pont-barrage sur la Trouille (XVIe siècle) à Hyon.

Depuis sa source à Grand-Reng sur la commune d'Erquelinnes, la Trouille s'écoule d'est en ouest pour traverser la frontière française. Après avoir renforcé considérablement son débit, la rivière serpente le long des contreforts de la butte Solmont de Villers-Sire-Nicole, revient en Hainaut à Rouveroy. Elle continue ensuite son chemin en sillonnant les campagnes de Givry pour traverser (canalisée) la ville de Mons avant d'affluer dans la Haine à Jemappes.
Sous-bassin de la Haine, le bassin versant de la Trouille s'étire sur la province de Hainaut. Son cours traverse cinq entités belges : Erquelinnes, Estinnes, Quévy, Frameries et Mons ; en France, il passe par Vieux-Reng et Villers-Sire-Nicole.

## Écologie
En observant la Trouille et ses affluents, il est possible de constater la richesse biologique des sites. Les menaces qui pèsent sur les poissons, les oiseaux et les mammifères n'ont pas encore causé de dégâts irréparables. Son bassin versant constitue un environnement rural, paysager et humain de qualité, en dépit de pollutions d'origine principalement agricole et domestique ; cependant, à la fin des années 1990, il est relevé que la rivière n'a plus à proprement parler de source, du fait des pompages, mais prend naissance dans un cloaque ; ni de confluent, puisque c'est pratiquement sous la forme d'un égout à ciel ouvert qu'elle rejoint la Haine à Mons. Un contrat de rivière est établi, agrandi en 2009 à l'ensemble du sous-bassin hydrographique de la Haine.

## Affluents
Le By et la Wampe sont les deux plus importants affluents de la Trouille. Le Rogneaux, le Temple, le Norgeau, le Louvroit, le Lombray, le ruisseau du Pire sont d'autres affluents importants du bassin.